# Noozles
Noozles (яп. ふしぎなコアラ ブリンキー Фусиги на Коара Буринки) — японский аниме-сериал, выпущенный студией Nippon Animation. Транслировался по телеканалу Fuji TV с 7 июля по 28 декабря 1984 года. Всего выпущено 26 серий аниме. Сериал был дублирован на английском, корейском, французском, испанском и немецком языках.

## Сюжет
На свой 12-й день рождения Сэнди Браун получает от давно пропавшего деда чучело Коалы по имени Блинки, которое погибло во время кораблекрушения 38 лет назад. Девочка почесала нос чучела, и коала магически ожил, выкрикивая слово «Блинки!!». Вскоре к Блинки присоединяется Пинки, розовая коала и сестра Блинки, которая настаивает на том, чтобы вернуться с ним в параллельный волшебный мир «КоалаВалла». Блинки отказывается, однако сам не может вечно находится на Земле, так как поддерживает своё существование, питаясь листьями эвкалипта, посаженными бабушкой Сэнди 38 лет назад. Позже Сэнди попадает в КоалаВаллу, мир Коал, который населяют коалы и разные антропоморфные животные, однако людям в нём находиться запрещено и Сэнди приходится носить костюм Коалы. Позже Сэнди узнаёт, что исчезновение деда связано с коалами и что он, вероятно, тоже попал в КоалаВаллу; так девочка решает заняться поисками деда.

## Роли озвучивали
- Ариса Андо — Сэнди
- Харуна Икэдзава — Пинки
- Кэйко Тода — Блинки
- Масако Миура — Принти
- Акио Нодзима — Эримаки-Токагэ
- Тиэ Китагава — Грэнни
- Куми Мидзуно — бабушка Сэнди
- Сасико Сайто — профессор Браун
- ТАРАКО — Марк
- Томоко Мунаката — Мама